# Шрі Рана Вікрама
Шрі Рана Вікрама (д/н — 1375) — 3-й раджа Сінгапуру в 1362—1375 роках.

## Життєпис
Син Шрі Вікрама Віри і Ніли Панджаді. При народженні отримав ім'я Раджа Муда. Посів трон 1362 року. Близько 1365 року за невідомих обставин визнгав зверхність (ймовірно номінальну) держави Маджапагіт. При дворі Шрі Рана Вікрам мешкав легендарський малайський силач Баданг.
В подальшому встановив дипломатичні зв'язки з Зайнал Абідіном I, султаном Пасея, що був суперником Маджапагіту. Також домовився з султаном про вигідну торгівельну взаємодію. Наприкінці панування виникла нова загроза з боку держави Аюттхаї.
Йому спадкував син Шрі Магараджа.